# 조혜민 (미스코리아 광주 전남)
조혜민(趙慧敏, 1996년 11월 28일 ~ )은 2018 미스 광주 전남 선(善) 출신 대한민국 광고 모델이다.

## 생애
광주광역시에서 출생하였으며 지난날 한때 전라남도 목포에서 잠시 유아기를 보낸 적이 있는 그녀는 2018 미스 광주 전남 선(善)으로 첫 입상하였으며 신장은 175cm이고 체중은 51kg이며 골프와 요가와 필라테스에 취미가 있고 수영에 특기가 있다.

## 수상 경력
- 2018년 미스코리아 광주 전남 선(善)

## 학력
- 불로초등학교 (졸업)
- 동아여자중학교 (졸업)
- 동아여자고등학교 (졸업)
- 서경대학교 모델연기전공 공연예술학과 (졸업)

## TV
- MBC MUSIC 2018 미스코리아 더비기닝
- KBS2 《썸바이벌 1+1》
- mnet 스트릿우먼 파이터 [부제 뚝딱이의

역습]